# Louis Lagassé
Louis Lagassé, né le 14 décembre 1947 à Sherbrooke, est un notaire et un entrepreneur québécois. Il s'est particulièrement impliqué dans le monde des affaires en Estrie. Fondateur d'entreprises, il connaît depuis 2009 de graves difficultés financières et a été condamné à plusieurs reprises pour des manœuvres financières frauduleuses, dont une peine de trois ans d'emprisonnement en France en 2020.

## Biographie

### Formation et activité de notaire
Louis Lagassé obtient le baccalauréat ès arts au Collège Jean-de-Brébeuf de Montréal en 1967. Il étudie en droit notarial à l'Université de Montréal et est reçu membre de la Chambre des notaires du Québec en 1971. Il obtient une Maîtrise en administration des affaires de l'Université Western Ontario en 1973.
En 1975, Louis Lagassé s’associe à son père, Joseph Jacques Lagassé , en tant qu’associé principal de l’étude Lagassé Lagassé, notaires. Au fil des ans et des regroupements, l’étude est passée par divers noms : Lagassé, Lagassé, Lagassé, Carignan, Durand, Dusseault et Cassar, Lagassé Gérin et associés, Lagassé Bolduc, Lagassé Lachance Beaupré Poisson et Lagassé Lachance Poisson.
De 1975 à 1977, il est professeur invité à la Faculté de droit de l’Université de Sherbrooke. Par ailleurs, à plusieurs reprises au cours des années 1976, 1977 et 1987, il fut appelé à donner des conférences aux cours de perfectionnement de la Chambre des notaires du Québec. En 1978 il est élu président de la Chambre de commerce de Sherbrooke pour un mandat d'un an, puis en 1985 devient président de la Chambre de commerce du Québec, aussi pour une période d'un an.

### Activité d'entrepreneur
En 1983, il fonde avec d’autres investisseurs Les Industries C‐MAC Inc. dont il prend le contrôle en 1987 avec, entre autres, M. Dennis Wood. L’objectif premier de ce groupe d’investisseurs consistait alors à donner aux intervenants locaux (ressources universitaires, main‐d’œuvre locale) l’occasion de mesurer la compétitivité manufacturière de Sherbrooke sur les marchés internationaux, et ce, dans des industries de pointe. L'entreprise a en effet obtenu un contrat avec IBM d'une valeur de 25 millions $CA en 1989. En dix ans, l’entreprise a créé plus de 600 emplois à Sherbrooke.
En février 1998, il cofonde avec John Dobson le Centre d’entrepreneurship Dobson‐Lagassé, en collaboration avec l’Université Bishop’s. Créé dans le but de favoriser l’émergence de l’entrepreneuriat chez les jeunes canadiens en Estrie, ce centre met à la disposition des entrepreneurs des ressources en matière d’information stratégique et de rédaction de plans d’affaires ; il dessert une clientèle universitaire pancanadienne.
En 2000, Louis Lagassé achète l'entreprise Médiatrix Télécom, Inc., maintenant connue sous le nom Media5 Corporation. Ayant des bureaux à Sherbrooke et à Montréal, la compagnie se spécialise dans la technologie de voix sur protocole IP (VoIP) : il a aussi créé M5T Centre d’excellence en Télécom pour favoriser le développement de cette technologie.
Le 1er avril 2005, il fait l’acquisition d’une usine d’assemblage de produits de télécommunications à Douarnenez, en France, avec plus de 220 personnes à son emploi.
Le 1er décembre 2006, il acquiert en Allemagne la société sœur de celle‐ci qui prend le nom de Lagassé Communications & Industries GmbH. Avec ces deux usines, le chiffre des employés dépasse les 1000 personnes[réf. nécessaire].
En octobre 2011, Le Groupe Lagassé, dirigé par Louis Lagassé, a traversé des difficultés financières. La Cour supérieure du Québec a condamné le Groupe Lagassé Inc. et Louis Lagassé personnellement à rembourser des prêts totalisant près de 1,8 million $ à la Banque de développement du Canada, à la suite de la faillite de SR Télécom, une filiale du groupe. De plus, d’autres poursuites avaient été engagées, incluant une réclamation de la Commission des normes du travail du Québec et des honoraires impayés au cabinet d’avocats Stikeman Elliott .
En decembre 2011, l’entreprise Lagassé Communication et Industries (LC&I), une filiale du Groupe Lagassé en France, a été placée en redressement judiciaire par le tribunal de commerce de Quimper. Louis Lagassé a perdu le contrôle de l’entreprise située à Douarnenez, et deux administrateurs ont été nommés pour gérer les 225 employés. Le comité d’entreprise a exprimé des préoccupations concernant la gestion financière et a engagé des avocats pour enquêter sur les finances de l’entreprise .
En 2014, Louis Lagassé est mis en examen en France pour abus de biens sociaux, banqueroute et détournement de fonds. Accusé d'avoir détourné 30 millions d'euros de son entreprise de télécommunications, EADS, acheté en 2005, la caution pour sa libération est fixée à 1 million d'euros Devant ces accusations, il doit démissionner du conseil d'administration d'Hydro Québec. Louis Lagassé n'en est pas à ses premiers déboires judiciaires : « Le Groupe Lagassé a été condamné par la Cour supérieure à payer 1,6 M$ à la Banque de développement du Canada (BDC) en 2011. La BDC avait accordé un prêt à une de ses filiales trois ans plus tôt, mais c’est une autre entreprise du groupe qui avait récupéré les fonds. Louis Lagassé a été condamné à payer à la BDC 188 034 $, à titre personnel, à la suite de cette décision. »
Le 16 janvier 2020, Louis Lagassé a été condamné à 3 ans de prison et 375 000 euros d'amende pour avoir effectué de nombreuses « ponctions de trésorerie »,,,,,. Quelques jours plus tard, il fait appel avec succès de sa condamnation par le tribunal judiciaire de Quimper. Louis Lagassé continue de réclamer un procès juste et équitable, tout en affirmant son engagement à défendre sa réputation et ses droits .
Le 15 juillet 2024, un avis public a annoncé que la Corporation du Centre d’entrepreneurship Dobson-Lagassé, cofondée en 1998, demanderait au Registraire des entreprises du Québec la permission de se dissoudre. Cet avis, émis par Monty Sylvestre Conseillers Juridiques inc., reflète la décision du Centre de transférer entièrement ses activités à l’Université Bishop’s. La nouvelle a été rendue publique le 23 juillet 2024, alors que des discussions se poursuivent quant à la conservation du nom Lagassé en raison des problèmes judiciaires de ce dernier ,,.

## Distinctions
- Grand Estrien (1996)[25]
- Doctorat honorifique en droit (h.c.), Université Bishop’s D.C.L. (1995)
- Lieutenant-colonel honoraire des Fusiliers de Sherbrooke (1996-2004)[26]
- Doctorat d'honneur, Université de Sherbrooke (1998)[25].
- Médaille du 125e anniversaire du Canada (2000)[27]
- Médaille du jubilé d'or d'Élisabeth II (2002)[28]
- Ordre du Canada (2004)[29]
- Grand ambassadeur du Mérite estrien (2008)[27]
- Médaille d’honneur de la Chambre des notaires (2011)[30]
- Médaille du jubilé de diamant d'Élisabeth II (2012)[31]

## Vie personnelle
Louis Lagassé est père de trois enfants avec sa femme Marie-Josée Trottier qu'il a épousée en 1971,. Son fils, Jérome Lagassé, est actuellement PDG de Media5 Corporation. 